# Karel Lenhart

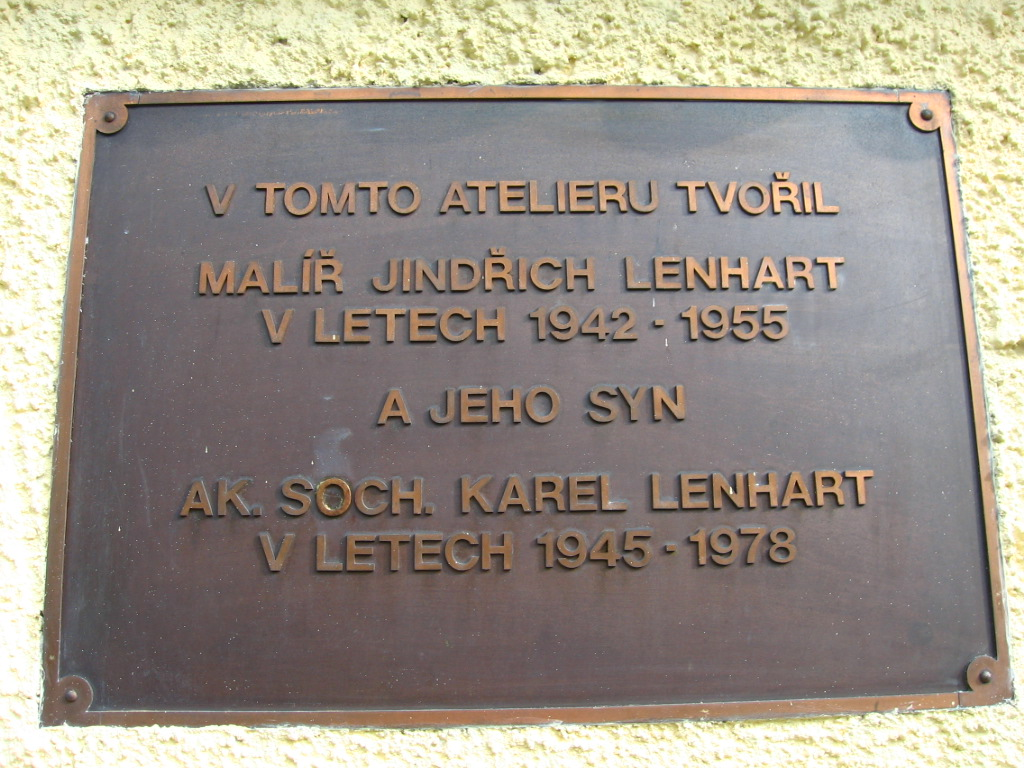
Pamětní deska sochaře Karla Lenharta v Olomouci

Karel Lenhart (24. ledna 1904 Olomouc – 29. května 1978 Olomouc) byl český sochař a restaurátor. Žil a tvořil v Olomouci. Vystudoval pražskou AVU u prof. Otakara Španiela. Jeho otec byl malíř Jindřich Lenhart. Oba měli ateliér v areálu Olomouckého hradu, kde se nachází také jejich společná pamětní deska.

## Dílo
- 1926: návrh sochařské výzdoby Masarykovy věže samostatnosti[2] v Hořicích
- 1928: pamětní deska generála Lafayetta na nám. Republiky v Olomouci (zničeno 1939, obnoveno 1997)
- 1933: pamětní deska Pavla Křížkovského, Křížkovského 6, Olomouc
- 1935: pamětní deska politika Jana Žáčka (1849–1934) na Národním domě, ul. 8. května 21, Olomouc
- 1935: pamětní deska básníka Jiřího Wolkera, vila Bellevue na Svatém Kopečku
- 1936: pamětní reliéf malíře Karla Wellnera v Čechových sadech v Olomouci

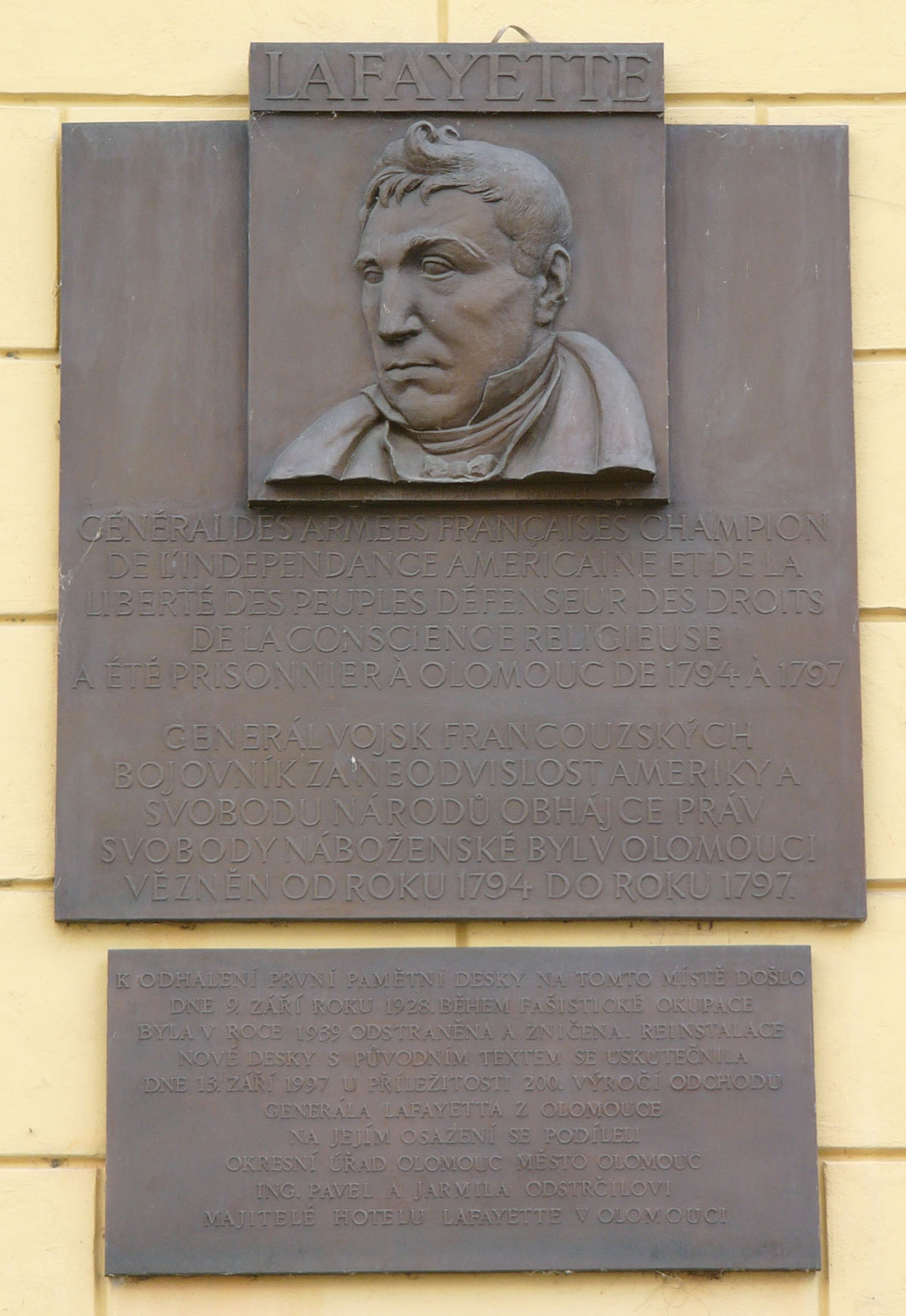
Pamětní deska generála Lafayetta v Olomouci (1928)
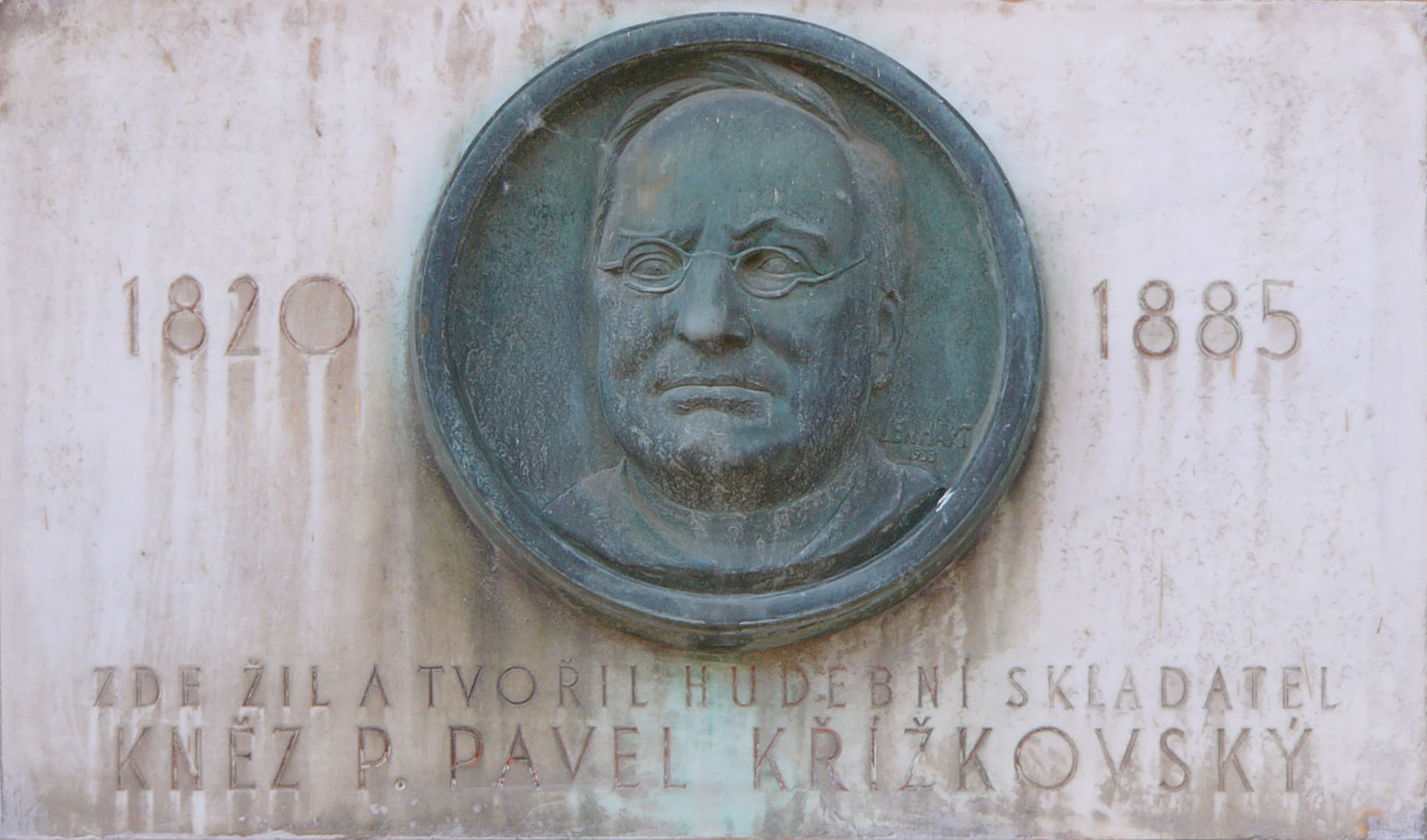
Pamětní deska Pavla Křížkovského v Olomouci (1933)
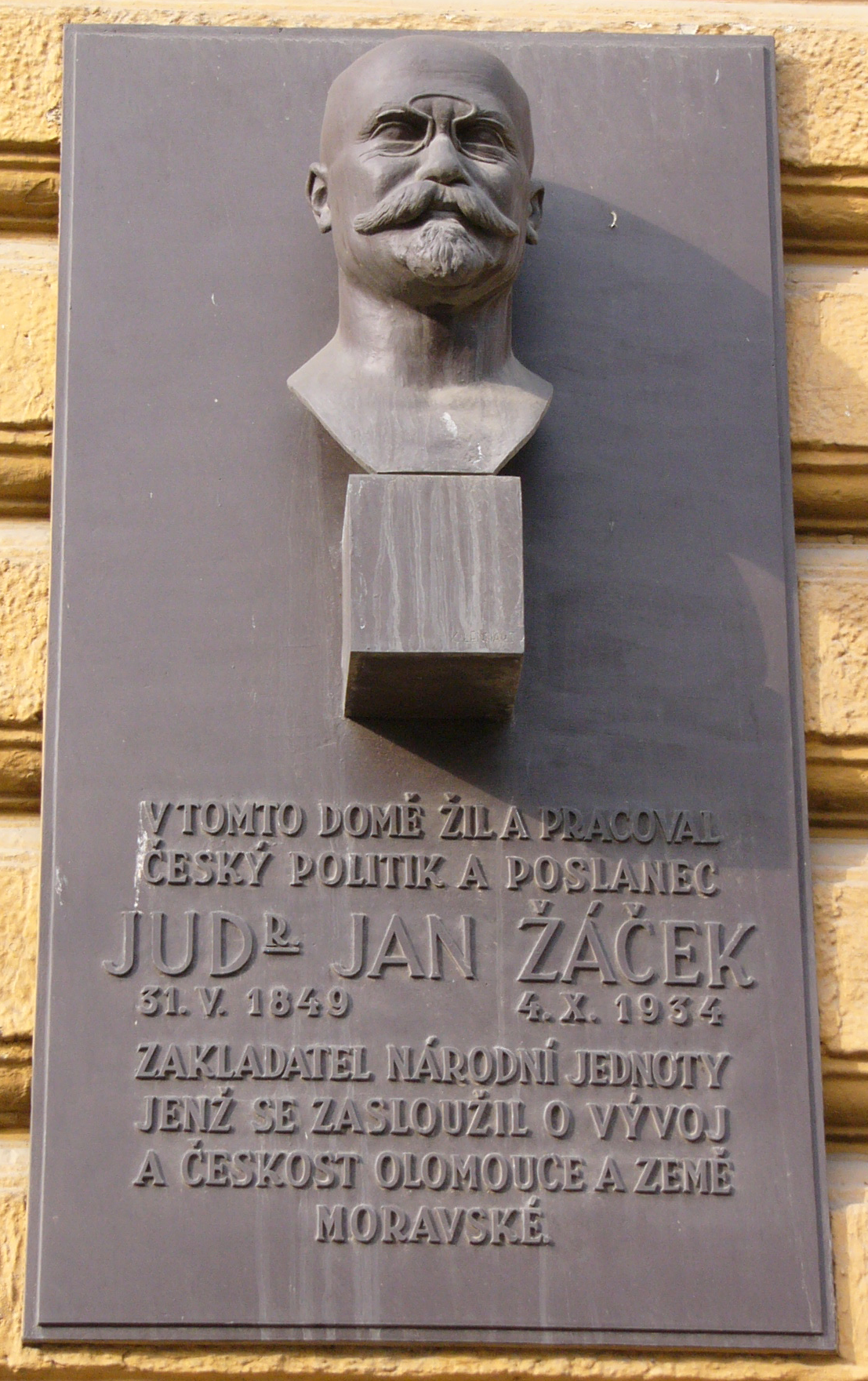
Jan Žáček (1935)
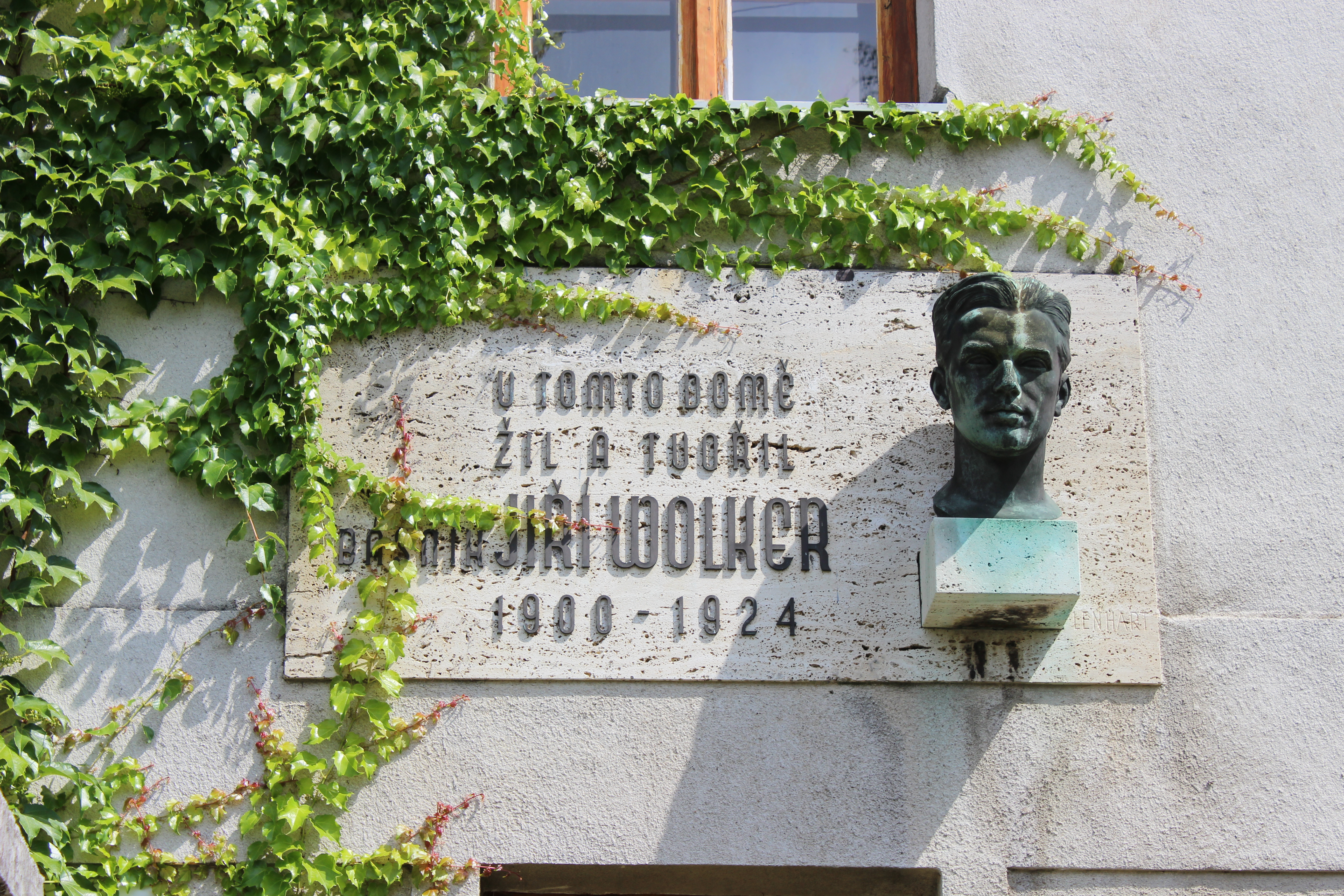
Jiří Wolker (1935)
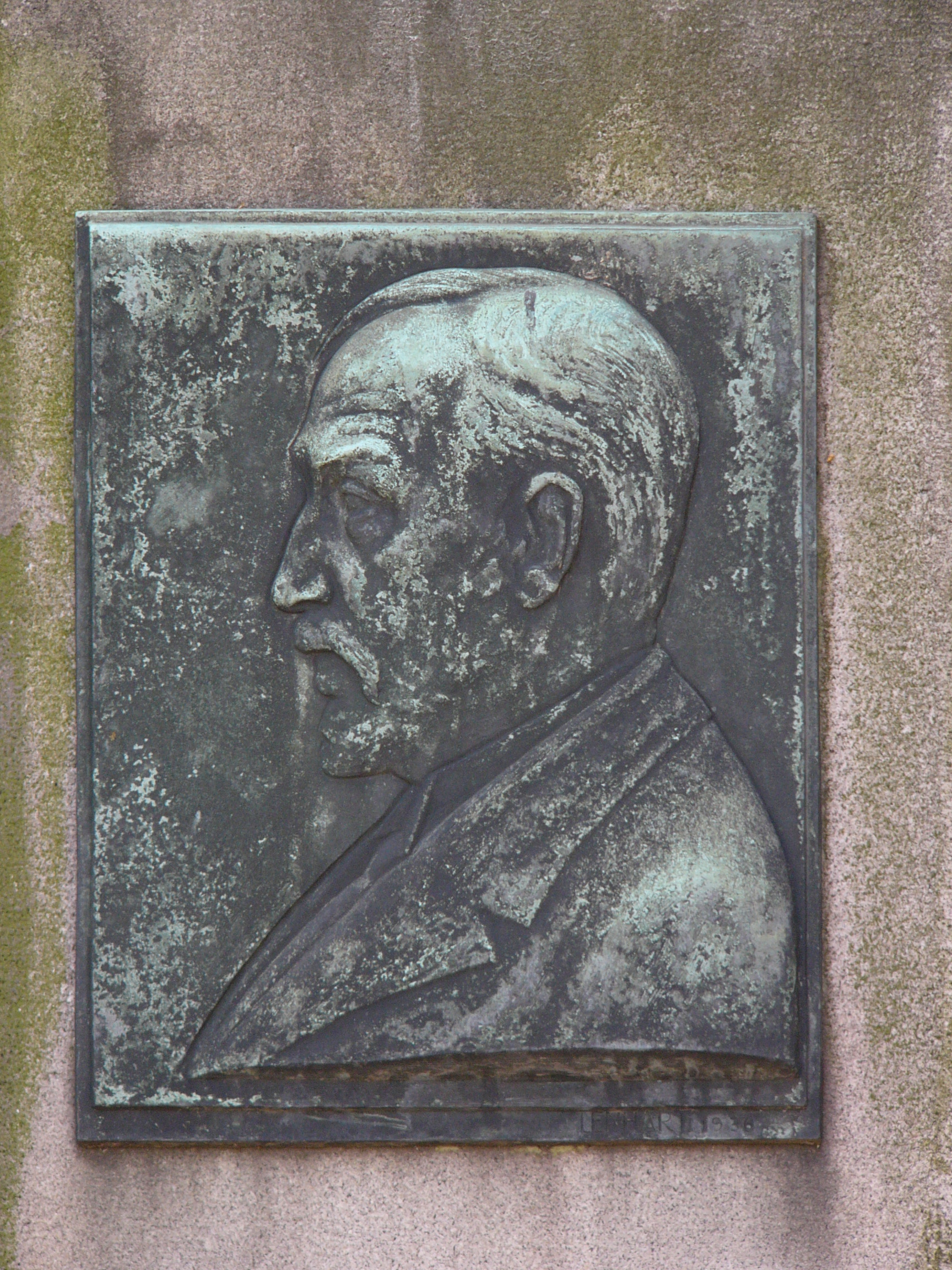
Reliéf Karla Wellnera v Olomouci (1936)

- 1942: Svatokopecká madona, socha na božích mukách v Lulči
- 1946: Žal, skulptura na Žižkově náměstí v Olomouci[3]
- 1947: Rudolf Doležal, Vojtěch Hořínek, Karel Lenhart: Pomník pěvci slezských písní Petru Bezručovi v Bezručových sadech v Olomouci[3]
- 1948: socha na kašně Hygie v Olomouci[3]
- 1972: pamětní deska Josefa Nešvery na domě Vikárka, Komenského 13, Olomouc[3]

- Od roku 1926 do konce 70. let 20. století se průběžně podílel na restaurování sochařské výzdoby sloupu Nejsvětější Trojice na Horním náměstí v Olomouci.[4]

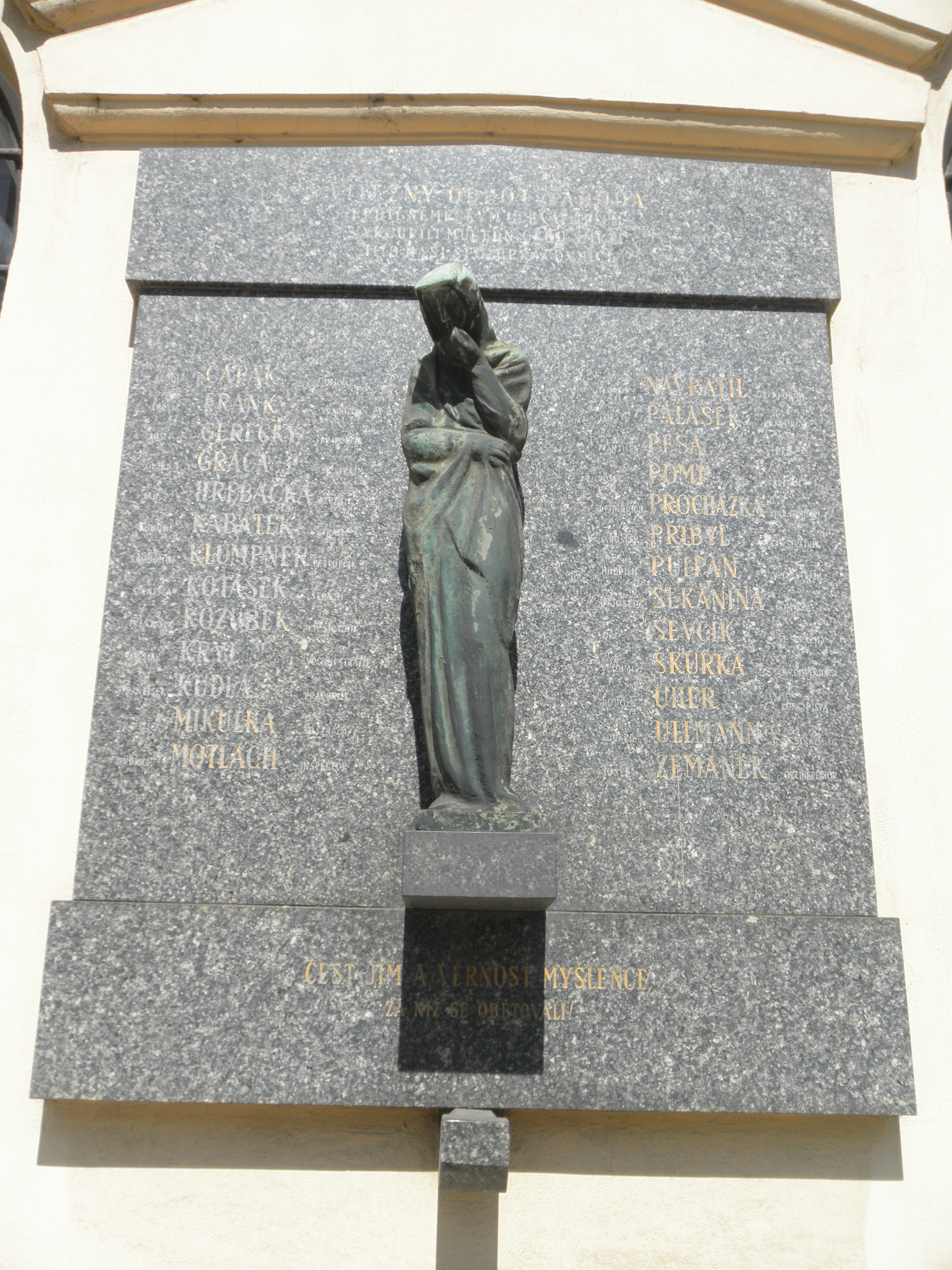
Žal (1946)
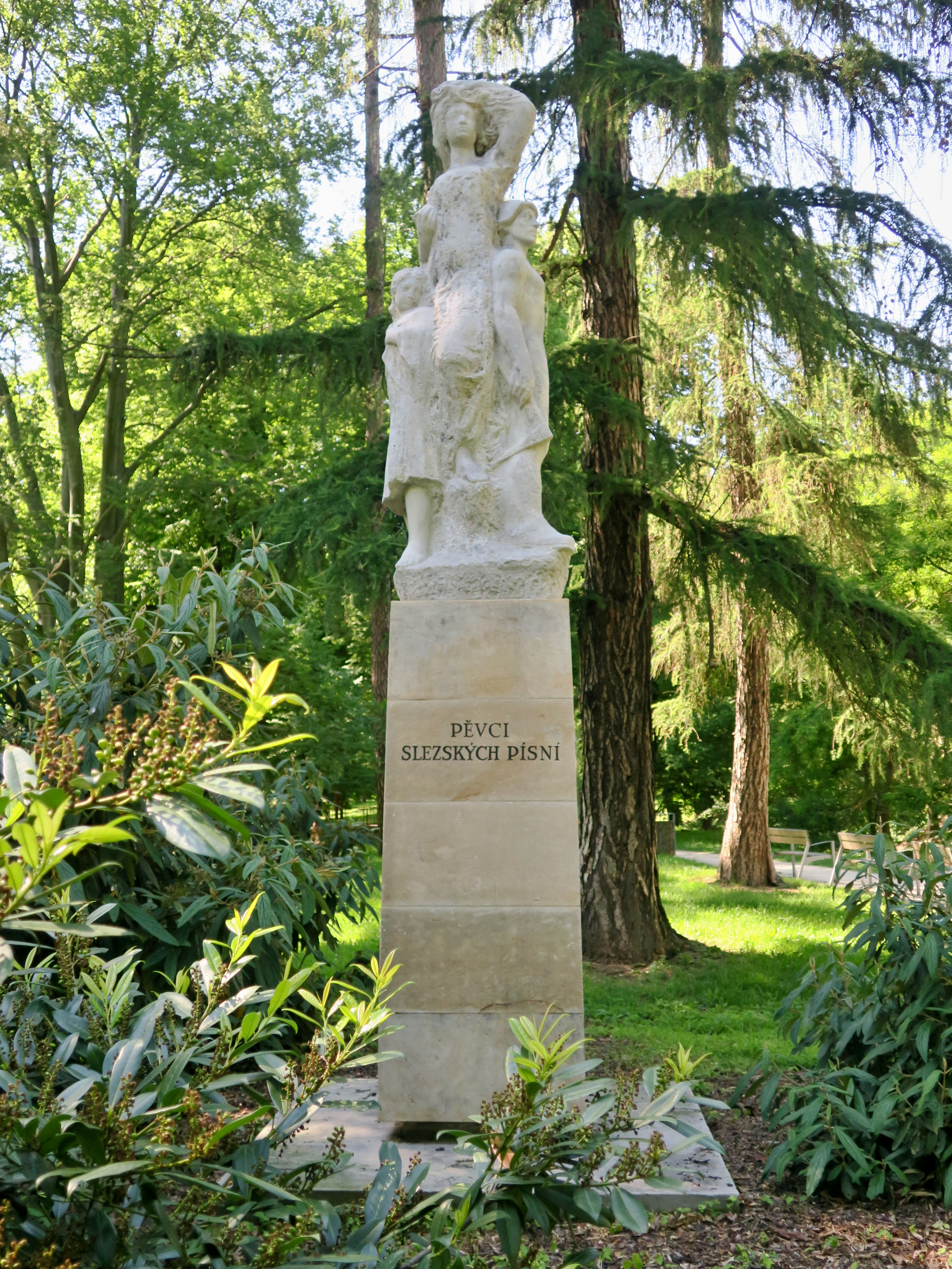
Rudolf Doležal, Vojtěch Hořínek, Karel Lenhart: Pomník pěvci slezských písní v Bezručových sadech (1947)
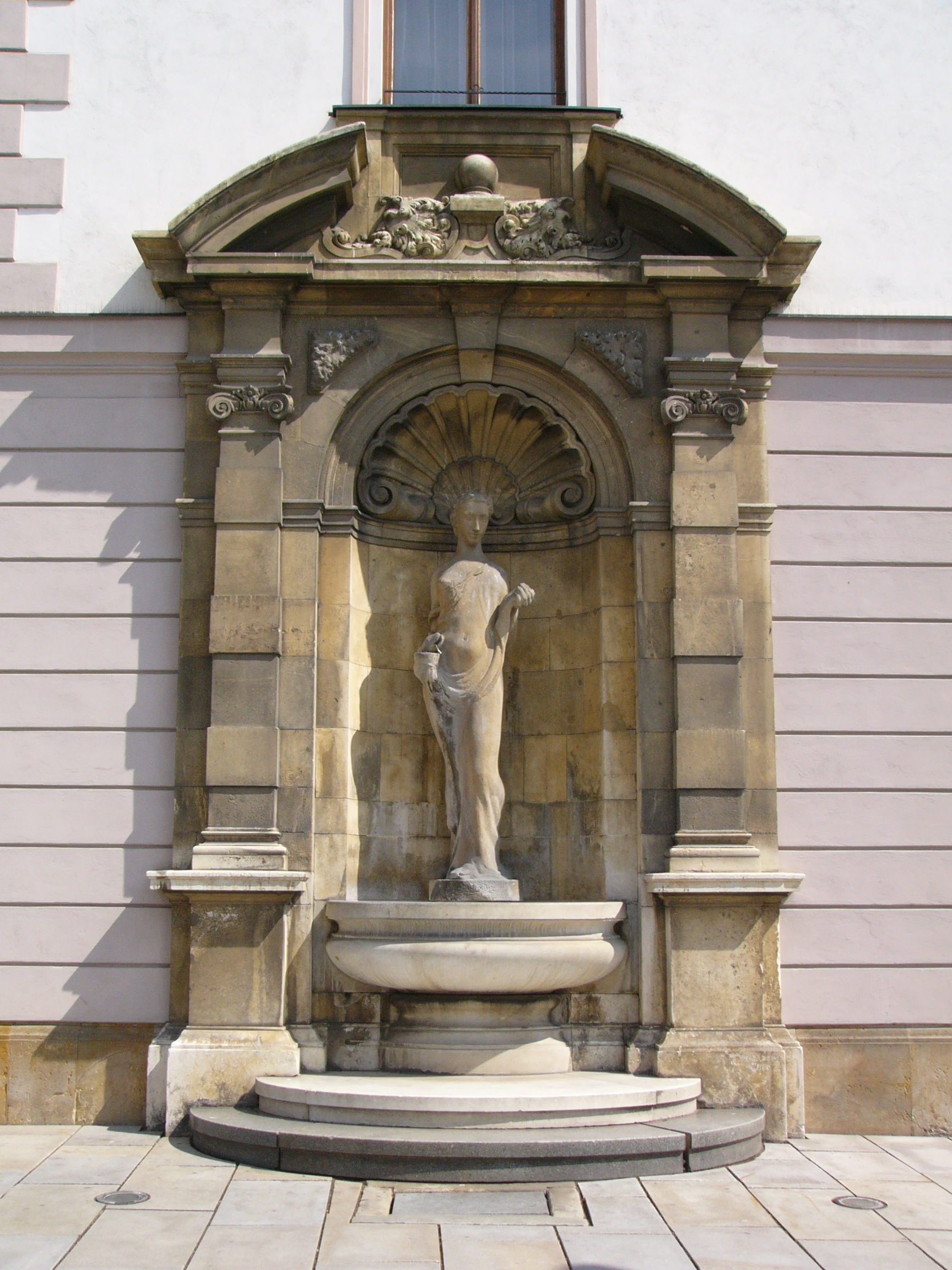
Kašna Hygie v Olomouci (1948)
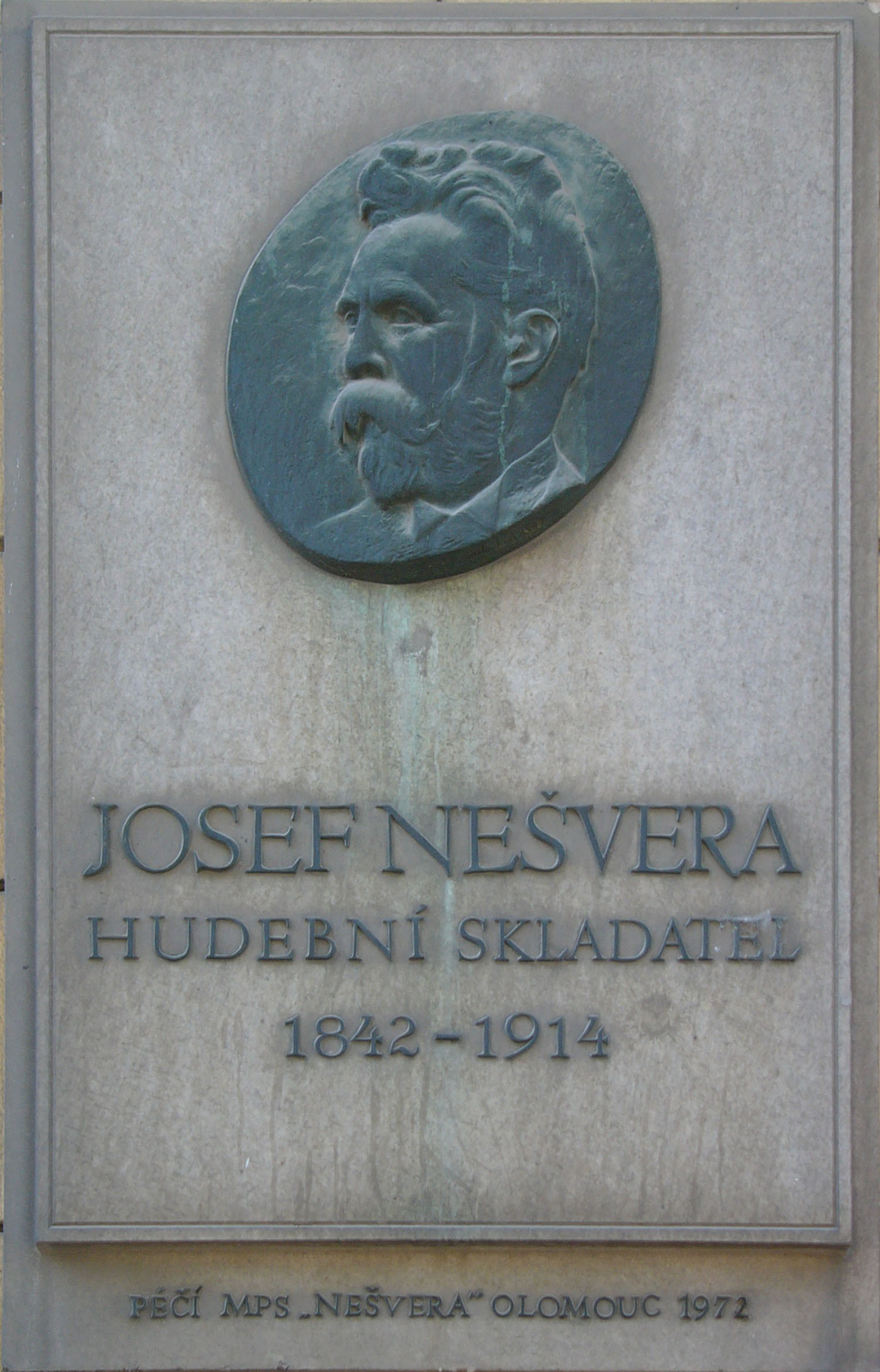
Pamětní deska Josefa Nešvery v Olomouci (1972)
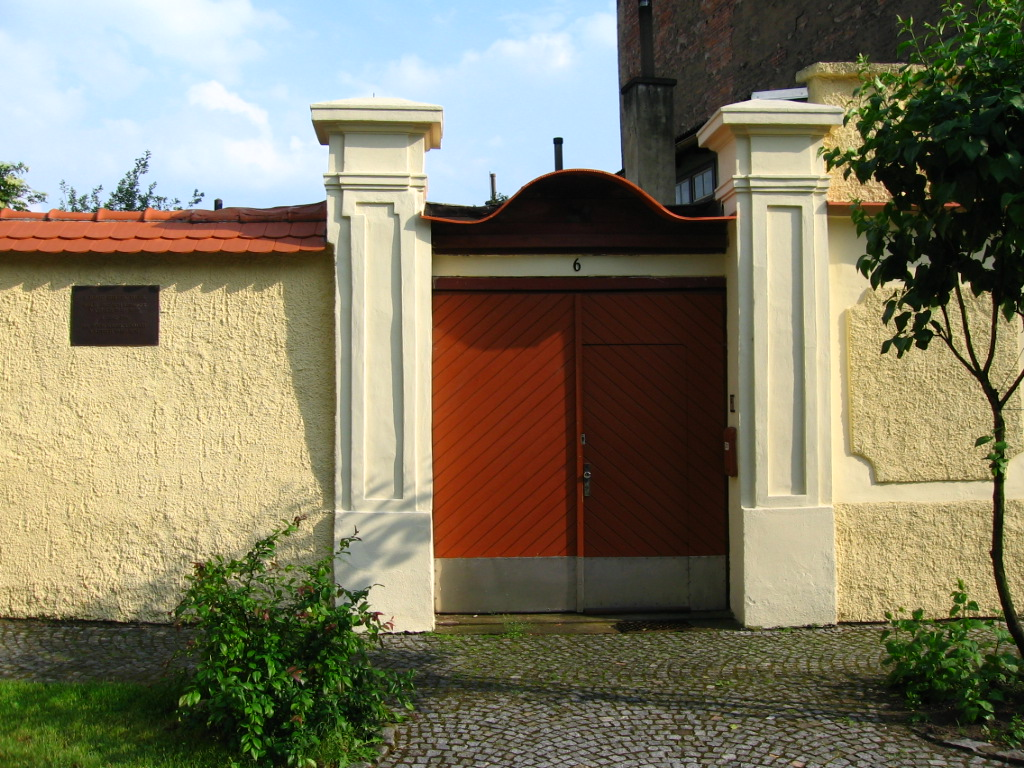
Ateliér v areálu Olomouckého hradu, ve kterém Lenhart tvořil v letech 1945–1978